# Anoplotherium
Anoplotherium commune
Genre
Espèce
Anoplotherium  est un genre fossile d’herbivores terrestres de la famille des Anoplotheriidae, vivant en Europe de l'Ouest à l'Oligocène inférieur, soit il y a environ entre 33,9 et 28,1 millions d'années.
Une trentaine de spécimens fossiles ont été découverts, principalement en France et en Grande-Bretagne. Le premier d'entre eux a été mis au jour en 1804 par Georges Cuvier dans les carrières de gypse de la butte Montmartre à Paris.

## Historique
Le genre Anoplotherium et l'espèce Anoplotherium commune sont décrits en 1804 par le paléontologue français Georges Cuvier (1769-1832),,.

### Fossiles
Selon Paleobiology Database en 2025, ce genre Anoplotherium a vingt-sept collections référencées de fossiles.
Ces collections sont du Priabonien de l'Éocène supérieur au Rupélien de Oligocène inférieur, c'est-à-dire datent de 37,2 à 28,4 Ma avant notre ère.

### Répartition
Ces vingt-sept collections européennes proviennent de sept pays, treize collections de France, neuf du Royaume-Uni, une d'Allemagne, une d'Espagne, une du Portugal, deux de Suisse.

### Synonymes
Selon Paleobiology Database en 2025, ce genre Anoplotherium a quatre synonymes :
- †Eurytherium Gervais, 1852
- †Hoplotherium Meyer, 1841
- †Oplotherium Laizer & Parieu, 1838
- †Pleregnathus Laizer & Parieu, 1838[2]

†Thylacomorphus Gervais, 1876 est considéré comme un nomen oblitum en 1997 par McKenna & Bell.

## Description
| |  |  |
| Empreinte de squelette et de crâne d'Anoplotherium commune au Muséum national d'histoire naturelle de Paris |  |  |

Animaux ongulés avec une longue queue et une dentition peu différenciée.

## Liste d'espèces
Selon Paleobiology Database en 2025, ce genre Anoplotherium a cinq espèces référencées, car Anoplotherium platypus est nomen dubium :
- †Anoplotherium commune Cuvier, 1804, espèce type
- †Anoplotherium latipes Gervais, 1852
- †Anoplotherium laurillardi Pomel, 1851
- †Anoplotherium platypus Pomel, 1851 nomen dubium du genre Anoplotherium en 2007 par Hooker[2]
- †Anoplotherium pompeckji Dietrich, 1922 sans fossile référencé[2]
- †Anoplotherium sivalense Cautley & Falconer, 1840[2]

### Publication originale
- [1804] Georges Cuvier, « Memoire sur le squelette presque entier d'un petit quadrupede du genre des sarigues, trouvé dans la pierre a platre des environs de Paris », Annales du Museum d'Histoire Naturelle de Paris, vol. 5,‎ 1804, p. 277-292.